# Giro d'Itàlia de 2017, etapes 8 a 14
Per a d'altres etapes podeu mirar: Giro d'Itàlia de 2017, etapes 1 a 7 i Giro d'Itàlia de 2017, etapes 15 a 21
El Giro d'Itàlia de 2017 va ser l'edició número 100 del Giro d'Itàlia i es disputà entre el 5 i el 28 de maig de 2017, amb un recorregut de 3 614,1 km distribuïts en 21 etapes, dues d'elles com a contrarellotge individual. Aquesta era 21a prova de l'UCI World Tour 2017. La sortida es feia a l'Alguer i finalitzà a Milà.
| Llegenda       | Llegenda                                        | Llegenda     | Llegenda                                         |
| -------------- | ----------------------------------------------- | ------------ | ------------------------------------------------ |
| Mallot rosa    | El porta el líder de la Classificació general   | Mallot blau  | El porta el líder del Gran Premi de la muntanya  |
| Mallot violeta | El porta el líder de la Classificació per punts | Mallot blanc | El porta el líder de la Classificació dels joves |

## Etapa 8
Molfetta – Peschici, 13 de maig de 2017, 189 km
Etapa que ressegueix la costa adriàtica en direcció nord. Els primers 85 km, fins a Manfredonia, són totalment plans, mentre la segona part de l'etapa té dos ports i contínues pujades i baixades. Al km 100,7 es corona el Mont Sant’Angelo, una collada de segona categoria de 9,6 km de llargada al 6,1% de desnivell; i al km 143 la Coppa Santa Tecla, de quarta. A manca de 7 km pel final es corona Coppa del Fornaro, una cota no puntuable. L'arribada és en pujada, amb 1.500 metres al 5,7% i rampes de fins al 12%.
| \| Classificació de l'etapa \| Classificació de l'etapa \| Classificació de l'etapa \| Classificació de l'etapa \| Classificació de l'etapa \| \| Corredor \| Corredor \| Equip \| Temps \| \| \| ------------------------ \| ------------------------ \| ------------------------ \| ------------------------ \| ------------------------ \| \| 1r \| Gorka Izagirre Insausti \| Movistar Team \| 4h 24' 59" \| \| \| 2n \| Giovanni Visconti \| Bahrain-Merida \| + 5" \| \| \| 3r \| Luis León Sánchez Gil \| Astana \| + 10" \| \| \| 4t \| Enrico Battaglin \| LottoNL-Jumbo \| + 12" \| \| \| 5è \| Michael Woods \| Cannondale-Drapac \| + 12" \| \| \| 6è \| Thibaut Pinot \| FDJ \| + 12" \| \| \| 7è \| Vincenzo Nibali \| Bahrain-Merida \| + 12" \| \| \| 8è \| Adam Yates \| Orica-Scott \| + 12" \| \| \| 9è \| Steven Kruijswijk \| LottoNL-Jumbo \| + 12" \| \| \| 10è \| Bob Jungels \| Quick-Step Floors \| + 12" \| \| |                         |                   |            |
| |                         |                   |            |
| Font: ProCyclingStats |                         |                   |            |
| Classificació de l'etapa |                         |                   |            |
| Corredor | Corredor                | Equip             | Temps      |
| 1r | Gorka Izagirre Insausti | Movistar Team     | 4h 24' 59" |
| 2n | Giovanni Visconti       | Bahrain-Merida    | + 5"       |
| 3r | Luis León Sánchez Gil   | Astana            | + 10"      |
| 4t | Enrico Battaglin        | LottoNL-Jumbo     | + 12"      |
| 5è | Michael Woods           | Cannondale-Drapac | + 12"      |
| 6è | Thibaut Pinot           | FDJ               | + 12"      |
| 7è | Vincenzo Nibali         | Bahrain-Merida    | + 12"      |
| 8è | Adam Yates              | Orica-Scott       | + 12"      |
| 9è | Steven Kruijswijk       | LottoNL-Jumbo     | + 12"      |
| 10è | Bob Jungels             | Quick-Step Floors | + 12"      |

| \| Classificació general \| Classificació general \| Classificació general \| Classificació general \| Classificació general \| \| Corredor \| Corredor \| Equip \| Temps \| \| \| --------------------- \| ------------------------- \| --------------------- \| --------------------- \| --------------------- \| \| 1r \| Bob Jungels \| Quick-Step Floors \| 38h 21' 18" \| \| \| 2n \| Geraint Thomas \| Team Sky \| + 6" \| \| \| 3r \| Adam Yates \| Orica-Scott \| + 10" \| \| \| 4t \| Vincenzo Nibali \| Bahrain-Merida \| + 10" \| \| \| 5è \| Domenico Pozzovivo \| AG2R La Mondiale \| + 10" \| \| \| 6è \| Tom Dumoulin \| Team Sunweb \| + 10" \| \| \| 7è \| Nairo Quintana Rojas \| Movistar Team \| + 10" \| \| \| 8è \| Bauke Mollema \| Trek-Segafredo \| + 10" \| \| \| 9è \| Thibaut Pinot \| FDJ \| + 10" \| \| \| 10è \| Andrey Amador Bikkazakova \| Movistar Team \| + 10" \| \| |                           |                   |             |
| |                           |                   |             |
| Font: ProCyclingStats |                           |                   |             |
| Classificació general |                           |                   |             |
| Corredor | Corredor                  | Equip             | Temps       |
| 1r | Bob Jungels               | Quick-Step Floors | 38h 21' 18" |
| 2n | Geraint Thomas            | Team Sky          | + 6"        |
| 3r | Adam Yates                | Orica-Scott       | + 10"       |
| 4t | Vincenzo Nibali           | Bahrain-Merida    | + 10"       |
| 5è | Domenico Pozzovivo        | AG2R La Mondiale  | + 10"       |
| 6è | Tom Dumoulin              | Team Sunweb       | + 10"       |
| 7è | Nairo Quintana Rojas      | Movistar Team     | + 10"       |
| 8è | Bauke Mollema             | Trek-Segafredo    | + 10"       |
| 9è | Thibaut Pinot             | FDJ               | + 10"       |
| 10è | Andrey Amador Bikkazakova | Movistar Team     | + 10"       |

## Etapa 9
Montenero di Bisaccia – Blockhaus, 14 de maig de 2017, 149 km
Nova etapa que ressegueix en bona part la costa adriàtica en direcció nord fins a arribar als afores de Pescara, moment en què es desvien cap a l'interior. Els primers 85 km són plans, per aleshores afrontar l'ascensió no puntuable fins a Chieti. El descens i uns falsos plans conduiran el recorregut fins al Blockhaus, un llarg i difícil port de 13,6 km al 8,4% de desnivell mitjà, on hi haurà instal·lada l'arribada.
| \| Classificació de l'etapa \| Classificació de l'etapa \| Classificació de l'etapa \| Classificació de l'etapa \| Classificació de l'etapa \| \| Corredor \| Corredor \| Equip \| Temps \| \| \| ------------------------ \| ------------------------ \| ------------------------ \| ------------------------ \| ------------------------ \| \| 1r \| Nairo Quintana Rojas \| Movistar Team \| 3h 44' 51" \| \| \| 2n \| Thibaut Pinot \| FDJ \| + 24" \| \| \| 3r \| Tom Dumoulin \| Team Sunweb \| + 24" \| \| \| 4t \| Bauke Mollema \| Trek-Segafredo \| + 41" \| \| \| 5è \| Vincenzo Nibali \| Bahrain-Merida \| + 1' 00" \| \| \| 6è \| Domenico Pozzovivo \| AG2R La Mondiale \| + 1' 18" \| \| \| 7è \| Tanel Kangert \| Astana \| + 2' 02" \| \| \| 8è \| Ilnur Zakarin \| Katusha-Alpecin \| + 2' 14" \| \| \| 9è \| Sébastien Reichenbach \| FDJ \| + 2' 28" \| \| \| 10è \| Davide Formolo \| Cannondale-Drapac \| + 2' 35" \| \| |                       |                   |            |
| |                       |                   |            |
| Font: ProCyclingStats |                       |                   |            |
| Classificació de l'etapa |                       |                   |            |
| Corredor | Corredor              | Equip             | Temps      |
| 1r | Nairo Quintana Rojas  | Movistar Team     | 3h 44' 51" |
| 2n | Thibaut Pinot         | FDJ               | + 24"      |
| 3r | Tom Dumoulin          | Team Sunweb       | + 24"      |
| 4t | Bauke Mollema         | Trek-Segafredo    | + 41"      |
| 5è | Vincenzo Nibali       | Bahrain-Merida    | + 1' 00"   |
| 6è | Domenico Pozzovivo    | AG2R La Mondiale  | + 1' 18"   |
| 7è | Tanel Kangert         | Astana            | + 2' 02"   |
| 8è | Ilnur Zakarin         | Katusha-Alpecin   | + 2' 14"   |
| 9è | Sébastien Reichenbach | FDJ               | + 2' 28"   |
| 10è | Davide Formolo        | Cannondale-Drapac | + 2' 35"   |

| \| Classificació general \| Classificació general \| Classificació general \| Classificació general \| Classificació general \| \| Corredor \| Corredor \| Equip \| Temps \| \| \| --------------------- \| ------------------------- \| --------------------- \| --------------------- \| --------------------- \| \| 1r \| Nairo Quintana Rojas \| Movistar Team \| 42h 06' 09" \| \| \| 2n \| Thibaut Pinot \| FDJ \| + 28" \| \| \| 3r \| Tom Dumoulin \| Team Sunweb \| + 30" \| \| \| 4t \| Bauke Mollema \| Trek-Segafredo \| + 51" \| \| \| 5è \| Vincenzo Nibali \| Bahrain-Merida \| + 1' 10" \| \| \| 6è \| Domenico Pozzovivo \| AG2R La Mondiale \| + 1' 28" \| \| \| 7è \| Ilnur Zakarin \| Katusha-Alpecin \| + 2' 28" \| \| \| 8è \| Davide Formolo \| Cannondale-Drapac \| + 2' 45" \| \| \| 9è \| Andrey Amador Bikkazakova \| Movistar Team \| + 2' 53" \| \| \| 10è \| Steven Kruijswijk \| LottoNL-Jumbo \| + 3' 06" \| \| |                           |                   |             |
| |                           |                   |             |
| Font: ProCyclingStats |                           |                   |             |
| Classificació general |                           |                   |             |
| Corredor | Corredor                  | Equip             | Temps       |
| 1r | Nairo Quintana Rojas      | Movistar Team     | 42h 06' 09" |
| 2n | Thibaut Pinot             | FDJ               | + 28"       |
| 3r | Tom Dumoulin              | Team Sunweb       | + 30"       |
| 4t | Bauke Mollema             | Trek-Segafredo    | + 51"       |
| 5è | Vincenzo Nibali           | Bahrain-Merida    | + 1' 10"    |
| 6è | Domenico Pozzovivo        | AG2R La Mondiale  | + 1' 28"    |
| 7è | Ilnur Zakarin             | Katusha-Alpecin   | + 2' 28"    |
| 8è | Davide Formolo            | Cannondale-Drapac | + 2' 45"    |
| 9è | Andrey Amador Bikkazakova | Movistar Team     | + 2' 53"    |
| 10è | Steven Kruijswijk         | LottoNL-Jumbo     | + 3' 06"    |

## Etapa 10
Foligno – Montefalco, 16 de maig de 2017, 39,8 km (Contrarellotge individual)
Després del segon dia de descans té lloc la primera contrarellotge individual de la present edició, amb un recorregut sinuós i que tot 
i no tenir cap port puntuable, sí presenta dos llargs trams d'ascensió: entre Bevagna i Madonna delle Grazie, amb 5 km al 4-5% de mitjana; i en els darrers 5 km d'etapa, en l'arribada a Montefalco, amb uns desnivells una mica més suaus que els anteriors.
| \| Classificació de l'etapa \| Classificació de l'etapa \| Classificació de l'etapa \| Classificació de l'etapa \| Classificació de l'etapa \| \| Corredor \| Corredor \| Equip \| Temps \| \| \| ------------------------ \| ------------------------- \| ------------------------ \| ------------------------ \| ------------------------ \| \| 1r \| Tom Dumoulin \| Team Sunweb \| 50' 37" \| \| \| 2n \| Geraint Thomas \| Team Sky \| + 49" \| \| \| 3r \| Bob Jungels \| Quick-Step Floors \| + 56" \| \| \| 4t \| Luis León Sánchez Gil \| Astana \| + 1' 40" \| \| \| 5è \| Vassil Kirienka \| Team Sky \| + 2' 00" \| \| \| 6è \| Vincenzo Nibali \| Bahrain-Merida \| + 2' 07" \| \| \| 7è \| Maxime Monfort \| Lotto-Soudal \| + 2' 13" \| \| \| 8è \| Jos van Emden \| LottoNL-Jumbo \| + 2' 15" \| \| \| 9è \| Andrey Amador Bikkazakova \| Movistar Team \| + 2' 16" \| \| \| 10è \| Bauke Mollema \| Trek-Segafredo \| + 2' 17" \| \| |                           |                   |          |
| |                           |                   |          |
| Font: ProCyclingStats |                           |                   |          |
| Classificació de l'etapa |                           |                   |          |
| Corredor | Corredor                  | Equip             | Temps    |
| 1r | Tom Dumoulin              | Team Sunweb       | 50' 37"  |
| 2n | Geraint Thomas            | Team Sky          | + 49"    |
| 3r | Bob Jungels               | Quick-Step Floors | + 56"    |
| 4t | Luis León Sánchez Gil     | Astana            | + 1' 40" |
| 5è | Vassil Kirienka           | Team Sky          | + 2' 00" |
| 6è | Vincenzo Nibali           | Bahrain-Merida    | + 2' 07" |
| 7è | Maxime Monfort            | Lotto-Soudal      | + 2' 13" |
| 8è | Jos van Emden             | LottoNL-Jumbo     | + 2' 15" |
| 9è | Andrey Amador Bikkazakova | Movistar Team     | + 2' 16" |
| 10è | Bauke Mollema             | Trek-Segafredo    | + 2' 17" |

| \| Classificació general \| Classificació general \| Classificació general \| Classificació general \| Classificació general \| \| Corredor \| Corredor \| Equip \| Temps \| \| \| --------------------- \| ------------------------- \| --------------------- \| --------------------- \| --------------------- \| \| 1r \| Tom Dumoulin \| Team Sunweb \| 42h 57' 16" \| \| \| 2n \| Nairo Quintana Rojas \| Movistar Team \| + 2' 23" \| \| \| 3r \| Bauke Mollema \| Trek-Segafredo \| + 2' 38" \| \| \| 4t \| Thibaut Pinot \| FDJ \| + 2' 40" \| \| \| 5è \| Vincenzo Nibali \| Bahrain-Merida \| + 2' 47" \| \| \| 6è \| Bob Jungels \| Quick-Step Floors \| + 3' 56" \| \| \| 7è \| Domenico Pozzovivo \| AG2R La Mondiale \| + 4' 05" \| \| \| 8è \| Ilnur Zakarin \| Katusha-Alpecin \| + 4' 17" \| \| \| 9è \| Andrey Amador Bikkazakova \| Movistar Team \| + 4' 39" \| \| \| 10è \| Steven Kruijswijk \| LottoNL-Jumbo \| + 5' 19" \| \| |                           |                   |             |
| |                           |                   |             |
| Font: ProCyclingStats |                           |                   |             |
| Classificació general |                           |                   |             |
| Corredor | Corredor                  | Equip             | Temps       |
| 1r | Tom Dumoulin              | Team Sunweb       | 42h 57' 16" |
| 2n | Nairo Quintana Rojas      | Movistar Team     | + 2' 23"    |
| 3r | Bauke Mollema             | Trek-Segafredo    | + 2' 38"    |
| 4t | Thibaut Pinot             | FDJ               | + 2' 40"    |
| 5è | Vincenzo Nibali           | Bahrain-Merida    | + 2' 47"    |
| 6è | Bob Jungels               | Quick-Step Floors | + 3' 56"    |
| 7è | Domenico Pozzovivo        | AG2R La Mondiale  | + 4' 05"    |
| 8è | Ilnur Zakarin             | Katusha-Alpecin   | + 4' 17"    |
| 9è | Andrey Amador Bikkazakova | Movistar Team     | + 4' 39"    |
| 10è | Steven Kruijswijk         | LottoNL-Jumbo     | + 5' 19"    |

## Etapa 11
Florència (Ponte a Ema) – Bagno di Romagna, 17 de maig de 2017, 161 km
Etapa de mitja muntanya pels Apenins, amb quatre ports enllaçats i cap tram pla duran tota l'etapa a excepció dels primers 15 km. Els quatre ports són: el Passo della Consuma (km 31,8; 15,9 km al 6,1%), el Passo della Calla (km 64,2; 16 km al 5,3%), el Passo del Carnaio (km 102,4; 11,4 km al 4,5%) i el Monte Fumaiolo (km 135,8; 23,1 km al 3,7%, però amb els 3 darrers km gairebé al 9%). L'arribada a Bagno di Romagna és plana.
| \| Classificació de l'etapa \| Classificació de l'etapa \| Classificació de l'etapa \| Classificació de l'etapa \| Classificació de l'etapa \| \| Corredor \| Corredor \| Equip \| Temps \| \| \| ------------------------ \| -------------------------- \| ------------------------ \| ------------------------ \| ------------------------ \| \| 1r \| Omar Fraile Matarranz \| Dimension Data \| 4h 23' 14" \| \| \| 2n \| Rui Alberto Faria da Costa \| UAE Team Emirates \| + 0" \| \| \| 3r \| Pierre Rolland \| Cannondale-Drapac \| + 0" \| \| \| 4t \| Tanel Kangert \| Astana \| + 0" \| \| \| 5è \| Giovanni Visconti \| Bahrain-Merida \| + 0" \| \| \| 6è \| Ben Hermans \| BMC Racing Team \| + 0" \| \| \| 7è \| Dario Cataldo \| Astana \| + 0" \| \| \| 8è \| Simone Petilli \| UAE Team Emirates \| + 0" \| \| \| 9è \| Maxime Monfort \| Lotto-Soudal \| + 3" \| \| \| 10è \| Laurens De Plus \| Quick-Step Floors \| + 3" \| \| |                            |                   |            |
| |                            |                   |            |
| Font: ProCyclingStats |                            |                   |            |
| Classificació de l'etapa |                            |                   |            |
| Corredor | Corredor                   | Equip             | Temps      |
| 1r | Omar Fraile Matarranz      | Dimension Data    | 4h 23' 14" |
| 2n | Rui Alberto Faria da Costa | UAE Team Emirates | + 0"       |
| 3r | Pierre Rolland             | Cannondale-Drapac | + 0"       |
| 4t | Tanel Kangert              | Astana            | + 0"       |
| 5è | Giovanni Visconti          | Bahrain-Merida    | + 0"       |
| 6è | Ben Hermans                | BMC Racing Team   | + 0"       |
| 7è | Dario Cataldo              | Astana            | + 0"       |
| 8è | Simone Petilli             | UAE Team Emirates | + 0"       |
| 9è | Maxime Monfort             | Lotto-Soudal      | + 3"       |
| 10è | Laurens De Plus            | Quick-Step Floors | + 3"       |

| \| Classificació general \| Classificació general \| Classificació general \| Classificació general \| Classificació general \| \| Corredor \| Corredor \| Equip \| Temps \| \| \| --------------------- \| ------------------------- \| --------------------- \| --------------------- \| --------------------- \| \| 1r \| Tom Dumoulin \| Team Sunweb \| 47h 22' 07" \| \| \| 2n \| Nairo Quintana Rojas \| Movistar Team \| + 2' 23" \| \| \| 3r \| Bauke Mollema \| Trek-Segafredo \| + 2' 38" \| \| \| 4t \| Thibaut Pinot \| FDJ \| + 2' 40" \| \| \| 5è \| Vincenzo Nibali \| Bahrain-Merida \| + 2' 47" \| \| \| 6è \| Andrey Amador Bikkazakova \| Movistar Team \| + 3' 05" \| \| \| 7è \| Bob Jungels \| Quick-Step Floors \| + 3' 56" \| \| \| 8è \| Tanel Kangert \| Astana \| + 3' 59" \| \| \| 9è \| Domenico Pozzovivo \| AG2R La Mondiale \| + 4' 05" \| \| \| 10è \| Ilnur Zakarin \| Katusha-Alpecin \| + 4' 17" \| \| |                           |                   |             |
| |                           |                   |             |
| Font: ProCyclingStats |                           |                   |             |
| Classificació general |                           |                   |             |
| Corredor | Corredor                  | Equip             | Temps       |
| 1r | Tom Dumoulin              | Team Sunweb       | 47h 22' 07" |
| 2n | Nairo Quintana Rojas      | Movistar Team     | + 2' 23"    |
| 3r | Bauke Mollema             | Trek-Segafredo    | + 2' 38"    |
| 4t | Thibaut Pinot             | FDJ               | + 2' 40"    |
| 5è | Vincenzo Nibali           | Bahrain-Merida    | + 2' 47"    |
| 6è | Andrey Amador Bikkazakova | Movistar Team     | + 3' 05"    |
| 7è | Bob Jungels               | Quick-Step Floors | + 3' 56"    |
| 8è | Tanel Kangert             | Astana            | + 3' 59"    |
| 9è | Domenico Pozzovivo        | AG2R La Mondiale  | + 4' 05"    |
| 10è | Ilnur Zakarin             | Katusha-Alpecin   | + 4' 17"    |

## Etapa 12
Forlì – Reggio de l'Emília, 18 de maig de 2017, 229 km
Etapa més llarga de la present edició, amb dues cotes en la primera part de l'etapa i uns darrers 100 km totalment plans per la vall del Po.
| \| Classificació de l'etapa \| Classificació de l'etapa \| Classificació de l'etapa \| Classificació de l'etapa \| Classificació de l'etapa \| \| Corredor \| Corredor \| Equip \| Temps \| \| \| ------------------------ \| ------------------------------- \| ----------------------------- \| ------------------------ \| ------------------------ \| \| 1r \| Fernando Gaviria Rendón \| Quick-Step Floors \| 5h 18' 55" \| \| \| 2n \| Jakub Mareczko \| Wilier Triestina-Selle Italia \| + 0" \| \| \| 3r \| Sam Bennett \| Bora-Hansgrohe \| + 0" \| \| \| 4t \| Phil Bauhaus \| Team Sunweb \| + 0" \| \| \| 5è \| Maximiliano Richeze Araquistain \| Quick-Step Floors \| + 0" \| \| \| 6è \| Ryan Gibbons \| Dimension Data \| + 0" \| \| \| 7è \| Sacha Modolo \| UAE Team Emirates \| + 0" \| \| \| 8è \| André Greipel \| Lotto-Soudal \| + 0" \| \| \| 9è \| Jasper Stuyven \| Trek-Segafredo \| + 0" \| \| \| 10è \| Roberto Ferrari \| UAE Team Emirates \| + 0" \| \| |                                 |                               |            |
| |                                 |                               |            |
| Font: ProCyclingStats |                                 |                               |            |
| Classificació de l'etapa |                                 |                               |            |
| Corredor | Corredor                        | Equip                         | Temps      |
| 1r | Fernando Gaviria Rendón         | Quick-Step Floors             | 5h 18' 55" |
| 2n | Jakub Mareczko                  | Wilier Triestina-Selle Italia | + 0"       |
| 3r | Sam Bennett                     | Bora-Hansgrohe                | + 0"       |
| 4t | Phil Bauhaus                    | Team Sunweb                   | + 0"       |
| 5è | Maximiliano Richeze Araquistain | Quick-Step Floors             | + 0"       |
| 6è | Ryan Gibbons                    | Dimension Data                | + 0"       |
| 7è | Sacha Modolo                    | UAE Team Emirates             | + 0"       |
| 8è | André Greipel                   | Lotto-Soudal                  | + 0"       |
| 9è | Jasper Stuyven                  | Trek-Segafredo                | + 0"       |
| 10è | Roberto Ferrari                 | UAE Team Emirates             | + 0"       |

| \| Classificació general \| Classificació general \| Classificació general \| Classificació general \| Classificació general \| \| Corredor \| Corredor \| Equip \| Temps \| \| \| --------------------- \| ------------------------- \| --------------------- \| --------------------- \| --------------------- \| \| 1r \| Tom Dumoulin \| Team Sunweb \| 52h 41' 08" \| \| \| 2n \| Nairo Quintana Rojas \| Movistar Team \| + 2' 23" \| \| \| 3r \| Bauke Mollema \| Trek-Segafredo \| + 2' 38" \| \| \| 4t \| Thibaut Pinot \| FDJ \| + 2' 40" \| \| \| 5è \| Vincenzo Nibali \| Bahrain-Merida \| + 2' 47" \| \| \| 6è \| Andrey Amador Bikkazakova \| Movistar Team \| + 3' 05" \| \| \| 7è \| Bob Jungels \| Quick-Step Floors \| + 3' 56" \| \| \| 8è \| Domenico Pozzovivo \| AG2R La Mondiale \| + 3' 59" \| \| \| 9è \| Tanel Kangert \| Astana \| + 3' 59" \| \| \| 10è \| Ilnur Zakarin \| Katusha-Alpecin \| + 4' 17" \| \| |                           |                   |             |
| |                           |                   |             |
| Font: ProCyclingStats |                           |                   |             |
| Classificació general |                           |                   |             |
| Corredor | Corredor                  | Equip             | Temps       |
| 1r | Tom Dumoulin              | Team Sunweb       | 52h 41' 08" |
| 2n | Nairo Quintana Rojas      | Movistar Team     | + 2' 23"    |
| 3r | Bauke Mollema             | Trek-Segafredo    | + 2' 38"    |
| 4t | Thibaut Pinot             | FDJ               | + 2' 40"    |
| 5è | Vincenzo Nibali           | Bahrain-Merida    | + 2' 47"    |
| 6è | Andrey Amador Bikkazakova | Movistar Team     | + 3' 05"    |
| 7è | Bob Jungels               | Quick-Step Floors | + 3' 56"    |
| 8è | Domenico Pozzovivo        | AG2R La Mondiale  | + 3' 59"    |
| 9è | Tanel Kangert             | Astana            | + 3' 59"    |
| 10è | Ilnur Zakarin             | Katusha-Alpecin   | + 4' 17"    |

## Etapa 13
Reggio de l'Emília – Tortona, 19 de maig de 2017, 167 km
Etapa totalment plana per la vall del Po.
| \| Classificació de l'etapa \| Classificació de l'etapa \| Classificació de l'etapa \| Classificació de l'etapa \| Classificació de l'etapa \| \| Corredor \| Corredor \| Equip \| Temps \| \| \| ------------------------ \| ------------------------ \| ------------------------ \| ------------------------ \| ------------------------ \| \| 1r \| Fernando Gaviria Rendón \| Quick-Step Floors \| 3h 47' 45" \| \| \| 2n \| Sam Bennett \| Bora-Hansgrohe \| + 0" \| \| \| 3r \| Jasper Stuyven \| Trek-Segafredo \| + 0" \| \| \| 4t \| Roberto Ferrari \| UAE Team Emirates \| + 0" \| \| \| 5è \| Ryan Gibbons \| Dimension Data \| + 0" \| \| \| 6è \| Rüdiger Selig \| Bora-Hansgrohe \| + 0" \| \| \| 7è \| Sacha Modolo \| UAE Team Emirates \| + 0" \| \| \| 8è \| Caleb Ewan \| Orica-Scott \| + 0" \| \| \| 9è \| André Greipel \| Lotto-Soudal \| + 0" \| \| \| 10è \| Viatxeslav Kuznetsov \| Katusha-Alpecin \| + 0" \| \| |                         |                   |            |
| |                         |                   |            |
| Font: ProCyclingStats |                         |                   |            |
| Classificació de l'etapa |                         |                   |            |
| Corredor | Corredor                | Equip             | Temps      |
| 1r | Fernando Gaviria Rendón | Quick-Step Floors | 3h 47' 45" |
| 2n | Sam Bennett             | Bora-Hansgrohe    | + 0"       |
| 3r | Jasper Stuyven          | Trek-Segafredo    | + 0"       |
| 4t | Roberto Ferrari         | UAE Team Emirates | + 0"       |
| 5è | Ryan Gibbons            | Dimension Data    | + 0"       |
| 6è | Rüdiger Selig           | Bora-Hansgrohe    | + 0"       |
| 7è | Sacha Modolo            | UAE Team Emirates | + 0"       |
| 8è | Caleb Ewan              | Orica-Scott       | + 0"       |
| 9è | André Greipel           | Lotto-Soudal      | + 0"       |
| 10è | Viatxeslav Kuznetsov    | Katusha-Alpecin   | + 0"       |

| \| Classificació general \| Classificació general \| Classificació general \| Classificació general \| Classificació general \| \| Corredor \| Corredor \| Equip \| Temps \| \| \| --------------------- \| ------------------------- \| --------------------- \| --------------------- \| --------------------- \| \| 1r \| Tom Dumoulin \| Team Sunweb \| 56h 28' 53" \| \| \| 2n \| Nairo Quintana Rojas \| Movistar Team \| + 2' 23" \| \| \| 3r \| Bauke Mollema \| Trek-Segafredo \| + 2' 38" \| \| \| 4t \| Thibaut Pinot \| FDJ \| + 2' 40" \| \| \| 5è \| Vincenzo Nibali \| Bahrain-Merida \| + 2' 47" \| \| \| 6è \| Andrey Amador Bikkazakova \| Movistar Team \| + 3' 05" \| \| \| 7è \| Bob Jungels \| Quick-Step Floors \| + 3' 56" \| \| \| 8è \| Domenico Pozzovivo \| AG2R La Mondiale \| + 3' 59" \| \| \| 9è \| Tanel Kangert \| Astana \| + 3' 59" \| \| \| 10è \| Ilnur Zakarin \| Katusha-Alpecin \| + 4' 17" \| \| |                           |                   |             |
| |                           |                   |             |
| Font: ProCyclingStats |                           |                   |             |
| Classificació general |                           |                   |             |
| Corredor | Corredor                  | Equip             | Temps       |
| 1r | Tom Dumoulin              | Team Sunweb       | 56h 28' 53" |
| 2n | Nairo Quintana Rojas      | Movistar Team     | + 2' 23"    |
| 3r | Bauke Mollema             | Trek-Segafredo    | + 2' 38"    |
| 4t | Thibaut Pinot             | FDJ               | + 2' 40"    |
| 5è | Vincenzo Nibali           | Bahrain-Merida    | + 2' 47"    |
| 6è | Andrey Amador Bikkazakova | Movistar Team     | + 3' 05"    |
| 7è | Bob Jungels               | Quick-Step Floors | + 3' 56"    |
| 8è | Domenico Pozzovivo        | AG2R La Mondiale  | + 3' 59"    |
| 9è | Tanel Kangert             | Astana            | + 3' 59"    |
| 10è | Ilnur Zakarin             | Katusha-Alpecin   | + 4' 17"    |

## Etapa 14
Castellania – Santuari d'Oropa, 20 de maig de 2017, 131 km
Etapa molt curta, amb uns primes 100 km totalment plans, per aleshores anar a buscar l'ascensió final fins al Santuari d'Oropa, un port d'11,8 km al 6,2% de desnivell.
| \| Classificació de l'etapa \| Classificació de l'etapa \| Classificació de l'etapa \| Classificació de l'etapa \| Classificació de l'etapa \| \| Corredor \| Corredor \| Equip \| Temps \| \| \| ------------------------ \| ------------------------ \| ------------------------ \| ------------------------ \| ------------------------ \| \| 1r \| Tom Dumoulin \| Team Sunweb \| 3h 02' 34" \| \| \| 2n \| Ilnur Zakarin \| Katusha-Alpecin \| + 3" \| \| \| 3r \| Mikel Landa Meana \| Team Sky \| + 9" \| \| \| 4t \| Nairo Quintana Rojas \| Movistar Team \| + 14" \| \| \| 5è \| Thibaut Pinot \| FDJ \| + 35" \| \| \| 6è \| Adam Yates \| Orica-Scott \| + 41" \| \| \| 7è \| Vincenzo Nibali \| Bahrain-Merida \| + 43" \| \| \| 8è \| Franco Pellizotti \| Bahrain-Merida \| + 43" \| \| \| 9è \| Steven Kruijswijk \| LottoNL-Jumbo \| + 46" \| \| \| 10è \| Tanel Kangert \| Astana \| + 46" \| \| |                      |                 |            |
| |                      |                 |            |
| Font: ProCyclingStats |                      |                 |            |
| Classificació de l'etapa |                      |                 |            |
| Corredor | Corredor             | Equip           | Temps      |
| 1r | Tom Dumoulin         | Team Sunweb     | 3h 02' 34" |
| 2n | Ilnur Zakarin        | Katusha-Alpecin | + 3"       |
| 3r | Mikel Landa Meana    | Team Sky        | + 9"       |
| 4t | Nairo Quintana Rojas | Movistar Team   | + 14"      |
| 5è | Thibaut Pinot        | FDJ             | + 35"      |
| 6è | Adam Yates           | Orica-Scott     | + 41"      |
| 7è | Vincenzo Nibali      | Bahrain-Merida  | + 43"      |
| 8è | Franco Pellizotti    | Bahrain-Merida  | + 43"      |
| 9è | Steven Kruijswijk    | LottoNL-Jumbo   | + 46"      |
| 10è | Tanel Kangert        | Astana          | + 46"      |

| \| Classificació general \| Classificació general \| Classificació general \| Classificació general \| Classificació general \| \| Corredor \| Corredor \| Equip \| Temps \| \| \| --------------------- \| ------------------------- \| --------------------- \| --------------------- \| --------------------- \| \| 1r \| Tom Dumoulin \| Team Sunweb \| 59h 31' 17" \| \| \| 2n \| Nairo Quintana Rojas \| Movistar Team \| + 2' 47" \| \| \| 3r \| Thibaut Pinot \| FDJ \| + 3' 25" \| \| \| 4t \| Vincenzo Nibali \| Bahrain-Merida \| + 3' 40" \| \| \| 5è \| Ilnur Zakarin \| Katusha-Alpecin \| + 4' 24" \| \| \| 6è \| Bauke Mollema \| Trek-Segafredo \| + 4' 32" \| \| \| 7è \| Tanel Kangert \| Astana \| + 4' 55" \| \| \| 8è \| Domenico Pozzovivo \| AG2R La Mondiale \| + 4' 59" \| \| \| 9è \| Bob Jungels \| Quick-Step Floors \| + 5' 28" \| \| \| 10è \| Andrey Amador Bikkazakova \| Movistar Team \| + 5' 36" \| \| |                           |                   |             |
| |                           |                   |             |
| Font: ProCyclingStats |                           |                   |             |
| Classificació general |                           |                   |             |
| Corredor | Corredor                  | Equip             | Temps       |
| 1r | Tom Dumoulin              | Team Sunweb       | 59h 31' 17" |
| 2n | Nairo Quintana Rojas      | Movistar Team     | + 2' 47"    |
| 3r | Thibaut Pinot             | FDJ               | + 3' 25"    |
| 4t | Vincenzo Nibali           | Bahrain-Merida    | + 3' 40"    |
| 5è | Ilnur Zakarin             | Katusha-Alpecin   | + 4' 24"    |
| 6è | Bauke Mollema             | Trek-Segafredo    | + 4' 32"    |
| 7è | Tanel Kangert             | Astana            | + 4' 55"    |
| 8è | Domenico Pozzovivo        | AG2R La Mondiale  | + 4' 59"    |
| 9è | Bob Jungels               | Quick-Step Floors | + 5' 28"    |
| 10è | Andrey Amador Bikkazakova | Movistar Team     | + 5' 36"    |